# George Him
 George Him (* 1900 in Łódź, Kongresspolen; † 1982 in London, Vereinigtes Königreich) war ein polnisch-britischer Grafiker und Illustrator, Plakatkünstler und Designer.

## Leben und Werk
George Him wurde als Sohn einer russisch-jüdischen Familie mit polnischen Wurzeln in Lodz, Polen (damals in Russland) mit Familiennamen „Himmelfarb“ geboren. Him besuchte die Schule in Warschau und studierte von 1917 bis 1918 Römisches Recht an der Staatlichen Universität in Moskau und Vergleichende Geschichte der Religionen von 1920 bis 1924 in Berlin und Bonn. Von 1925 bis 1928 studierte er dann schließlich noch an der Akademie für Graphische Künste in Leipzig.
Ab 1928 war er als Grafikdesigner tätig. Er arbeitet für ein paar Jahre freischaffend in Deutschland, zog dann aber, als die Arbeit knapp wurde, 1933 nach Polen, wo er Jan Lewitt kennenlernte, mit dem er in einem Warschauer Café die erfolgreiche Lewitt-Him Design-Partnerschaft begründete, die bis zum Jahre 1955 bestand. Die beiden gingen im Jahr 1937 nach London, wo sie während des Zweiten Weltkriegs vorwiegend Plakate für das britische Ministerium für Information entwarfen. Bis Ende 1942, bestand die Arbeit von Lewitt-Him auch aus Illustrationen für Kinderbücher und Wandgemälden für Großküchen und Kantinen in Fabriken.
Im Jahr 1955 wurde Lewitt-Him in London wieder aufgelöst und George Him arbeitete weiter als freier Designer und Design-Berater und war aktiv bis ins hohe Alter in allen Bereichen des Grafikdesigns: Werbung, Ausstellungen, Corporate Identity Gestaltung und Buch-Design. Neben der Plakatgestaltung, illustrierte George Him zahlreiche Bücher, zum Beispiel Don Quijote und Zuleika Dobson und viele Kinderbücher wie The Little Red Engine gets a Name (von Diana Ross, mit Jan Lewitt) und die Giant Alexander- Bücher von Frank Herrmann. Er entwarf auch Spielzeug- und Animationsfilme und malte topographische Landschaften. Für das Children and Youth Aliyah Committee for Great Britain entwarf er die Broschüre „25 Jahre Jugend-Alijah“, in der George Him auch als Herausgeber genannt wird.
In den 1950er und 60er Jahren wurde er vor allem bekannt für seine Gestaltung der imaginären englischen Grafschaft „Schweppshire“, einer Werbekampagne für Schweppes-Getränke.
Nach der Gründung des Staates Israel war er an einer Reihe von Projekten aktiv, die im Zusammenhang mit Israel und der jüdischen Geschichte standen.
Er entwarf eine Ausstellung über das Warschauer Ghetto, die zweimal in London und einmal in Frankfurt am Main gezeigt wurde. Auf der documenta III 1964 in Kassel wurden Arbeiten von Lewitt-Him aus den 1950er Jahren in der Abteilung Grafik gezeigt. Wichtige Ausstellungen seiner Arbeiten fanden 1976 am London College of Printing und 1980 auf dem Ben Uri statt.

## Wichtige Buchillustrationen
(Auswahl)
- Julian Tuwim: Lokomotywa (mit Jan Lewitt, 1934)
- Jan Lewitt and George Him: The Football’s Revolt (1939), Polish Panorama (mit Jan Lewitt, 1941)
- Diana Ross: The Little Red Engine gets a Name (mit Jan Lewitt, 1942)
- Alina Lewitt: Blue Peter (mit Jan Lewitt, 1943), Five Silly Cats (mit Jan Lewitt, 1945)
- Israel, the Story of a Nation (1958) 25 Years of the Youth Aliyah. Facts about Israel (1961)
- Frank Herrmann The Giant Alexander (1964); The Giant Alexander and the Circus (1966)
- Ann Thwaite: The Day with the Duke (1969)
- Leila Berg: (Hrsg.) Folk Tales (1966); Little Nippers (1975)
- Cervantes: Don Quixote (1980)
- Jim Rogerson: King Wilbur the Third (1976), King Wilbur the Third and the Bicycle (1976), King Wilbur the Third Rebuilds his Palace (1976), King Wilbur the Third’s Birthday Present (1976)